# Pallenopsis candidoi
Pallenopsis candidoi is een zeespin uit de familie Pallenopsidae. De soort behoort tot het geslacht Pallenopsis. Pallenopsis candidoi werd in 1949 voor het eerst wetenschappelijk beschreven door Mello-Leitao. 